# ژیل دوسنده
ژیل دوسنده (انگلیسی: Gilles Doucende؛ زادهٔ ۶ ژانویهٔ ۱۹۷۷) بازیکن فوتبال اهل فرانسه است.
از باشگاه‌هایی که در آن بازی کرده‌است می‌توان به باشگاه فوتبال نیس اشاره کرد.